# Atabeg
Atabeg (även Atabek), är en stormannatitel i den arabisk-muslimska världen. Ordet är turkiska och betyder "furstens fader" eller "uppfostrare". Det närmaste motsvarigheten i väst är frankernas Maior domus. Bland annat fungerade dessa som förmyndare för unga prinsar som fått ett eget område.
Titeln användes även senare av andra mäktiga emirer. Under mamlukväldet i Egypten var atabeg titeln på den emir som hade överkommandot över stridskrafterna.